# Claude Bolling

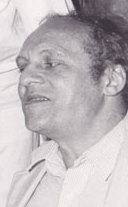
Claude Bolling

Claude Bolling (Cannes, 10 april 1930 – Saint-Cloud, 29 december 2020) was een Franse jazzpianist, componist, arrangeur en soms acteur.
Bolling heeft gestudeerd aan het Conservatorium van Nice en daarna in Parijs. Met veertien jaar was hij een professionele jazzpianist en hij heeft gespeeld met Lionel Hampton, Roy Eldridge, Kenny Clarke en Stéphane Grappelli. Hij was een groot liefhebber van jazzmuziek, maar ook van klassieke muziek. Die twee stijlen heeft hij vaak bijeengebracht in zijn composities. Zo schreef hij in 1973 de Cross-over Suite for Flute and Jazz Piano Trio voor fluitist Jean-Pierre Rampal.  
Hij heeft voor meer dan honderd films de muziek geschreven, meest Franse films, waaronder een aantal van cineast Jacques Deray. Ook voor tv-series maakte hij muziek. 
De Claude Bolling Big Band die hij oprichtte in 1956, vierde in 2016 haar zestigjarige bestaan.
Bolling overleed eind 2020 en werd 90 jaar oud.

## Werken
- Claude Bolling Plays Duke Ellington (1959)
- Cat Anderson, Claude Bolling And Co. (1965)
- Original Ragtime (1966)
- Original Boogie Woogie (1968)
- Original Piano Blues (1969)
- Original Jazz Classics (1970)
- Original Piano Greats (1972)
- Swing Session (1973)
- Jazz Party (1975)
- With the Help of My Friends (1975)
- Keep Swingin' Volume 4 (1975)
- Suite for Flute and Jazz Piano Trio (1975)
- Hot Sounds (1976)
- Concerto for Guitar and Jazz Piano Trio (1975)
- Suite for Violin and Jazz Piano Trio (1977)
- California Suite (1978)
- Jazz Gala 79 (1979)
- Just For Fun (1980)
- Picnic Suite for Guitar, Flute and Jazz Piano Trio (1980)
- Toot Suite (1981)
- Claude Bolling (1981)
- Reds (1981)
- Suite for Chamber Orchestra and Jazz Piano Trio (1983)
- Suite for Cello and Jazz Piano Trio (1984)
- Jazz à la Francaise (1984)
- Live at the Meridien (1985)
- Suite No. 2 for Flute and Jazz Piano Trio (1987)
- Nuances (1988)
- Sonatas for Two Pianos (1989)
- Cross Over U.S.A. (1993)
- Enchanting Versailles - Strictly Classical (1994)
- A Drum is a Woman (1997)
- Tribute To The Piano Greats (2003)

- Biblioteca Nacional de España: XX897925
- Bibliothèque nationale de France: cb13891651m (data)
- Gemeinsame Normdatei: 134333012
- International Standard Name Identifier: 0000 0001 2138 9674
- Library of Congress Control Number: n81132035
- Nationale Bibliotheek van Letland: 000079918
- MusicBrainz: 08039065-b22a-47ce-83e7-a696eb02ff93
- Nationale Bibliotheek van Tsjechië: ola2002159390
- Nationale Bibliotheek van Israël: 987007456456505171
- Nederlandse Thesaurus van Auteursnamen: 071535926
- SNAC: w6086bx3
- Système universitaire de documentation: 080714501
- Virtual International Authority File: 71577180
- WorldCat: E39PBJwhvtYFYRCh4KqGPJ4Xh3